# Фалькенберг (Више)
Фа́лькенберг (нем. Falkenberg) — община в Германии, в земле Саксония-Анхальт.
Входит в состав района Штендаль. Подчиняется управлению Зеехаузен (Альтмарк). Население составляет 253 человека (на 31 декабря 2006 года). Занимает площадь 15,31 км².